# Oncidium sergii
Oncidium sergii är en orkidéart som först beskrevs av Pedro Ortiz Valdivieso, och fick sitt nu gällande namn av Mark W. Chase och Norris Hagan Williams. Oncidium sergii ingår i släktet Oncidium och familjen orkidéer. Inga underarter finns listade i Catalogue of Life.